# Woytkowskia scorpiona
Woytkowskia scorpiona là một loài bọ cánh cứng trong họ Cerambycidae.